# Plecturocebus caquetensis
Plecturocebus caquetensis é uma espécie de macaco da família Pitheciidae endêmica da Colômbia. A espécie foi descoberta na região da Amazônia por pesquisadores ligados à Universidade Nacional da Colômbia e a descrição publicada em 2010 no periódico científico "Primate Conservation".

## Distribuição geográfica
A espécie ocorre no leste da Colômbia ao sul do departamento de Caquetá entre os rios Orteguaza e Caquetá perto da base da Cordilheira Oriental dos Andes. O primata foi observado em fragmentos de floresta tropical úmida de planície, tanto na "terra firme" como em áreas alagadas. A distribuição conhecida está severamente fragmentada.

## Conservação
Os pesquisadores que descreveram a espécie propuseram, inicialmente, que esta deveria ser considerada como "em perigo crítico". A categoria de conservação foi confirmada oficialmente em 2012 pela União Internacional para a Conservação da Natureza e dos Recursos Naturais (IUCN).